# 贤淑

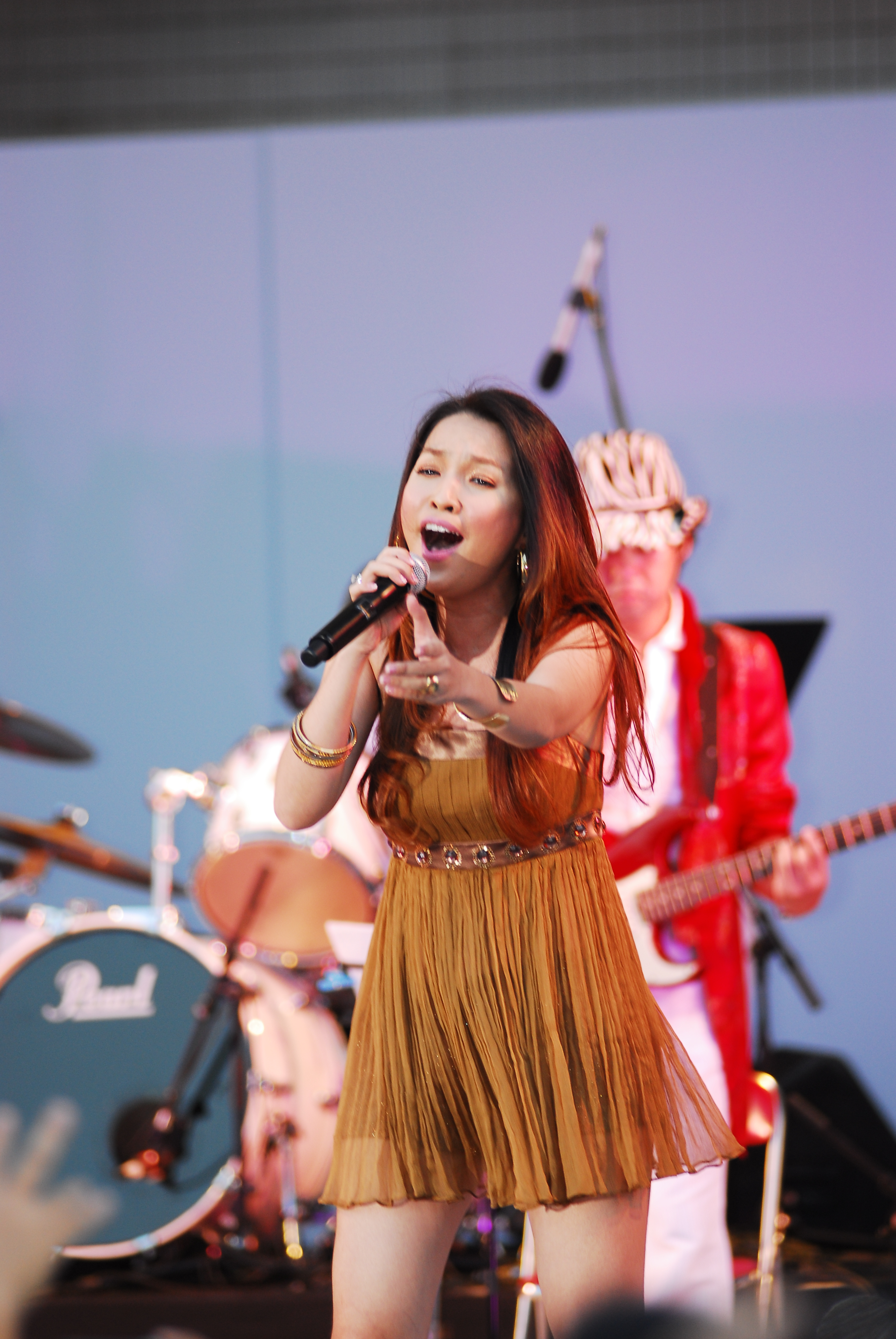

贤淑（1981年5月13日—）是越南女歌手。

## 生平经历
賢淑出生在胡志明市一个中产階級家庭。父母发现孩子的歌唱天赋，於是送贤淑到第一郡少儿之家歌唱队活动。12年级毕业后，贤淑考入胡志明市音乐学院，开始专业歌手生涯。2000年推出首张专辑《Email tình yêu》，以青春活泼的形象受到广大听众的支持。

## 婚姻生活
在两年多相爱后，2002年7月，贤淑与Sài Gòn Boys乐队鼓手俊升（Tuấn Thăng）结婚。婚后生下女儿嘉宝（Gia Bảo）。2011年分手。

## 专辑
《Mộc》
《Sunflower》
《Portrait 17》
《Thiên sứ 》

## 获奖荣誉
越南全国专业歌声比赛银徽章
亚洲青年歌手金杯
2006年度金唱片奖